# Selibov
Selibov je vesnice, část města Protivín v okrese Písek v Jihočeském kraji. Nachází se asi šest kilometrů severně od Protivína. Prochází zde silnice I/20. Selibov je také název katastrálního území o rozloze 3,91 km².

## Historie
První písemná zmínka o vesnici pochází z roku 1253.

## Obyvatelstvo
| Rok            | 1869 | 1880 | 1890 | 1900 | 1910 | 1921 | 1930 | 1950 | 1961 | 1970 | 1980 | 1991 | 2001 | 2011 | 2021 |
| -------------- | ---- | ---- | ---- | ---- | ---- | ---- | ---- | ---- | ---- | ---- | ---- | ---- | ---- | ---- | ---- |
| Počet obyvatel | 269  | 291  | 258  | 270  | 234  | 241  | 221  | 156  | 148  | 136  | 120  | 91   | 62   | 64   | 87   |
| Počet domů     | 32   | 37   | 38   | 38   | 38   | 38   | 40   | 42   | 39   | 35   | 35   | 37   | 43   | 49   | 55   |

## Obecní správa
Při sčítání lidu v letech 1850–1879 Selibov byl osadou obce Myšenec v okrese Písek. V letech 1880–1960 byl samostatnou obcí, se kterým patřil nejprve do okresu Písek, ale v roce 1950 v okrese Vodňany. V letech 1961–1984 byl znovu částí obce Myšenec v okrese Písek. Od 1. ledna 1985 je částí města Protivín v okrese Písek.

## Pamětihodnosti
- Návesní kaple.[8]
- Pomník padlým v první světové válce se nachází na návsi nedaleko od kaple.
- Ve vesnici se nachází několik venkovských usedlostí vedených v Seznamu kulturních památek v Protivíně. Jedná se o usedlosti čp. 26, čp. 29 a čp. 23. V usedlosti čp. 23, v bývalé kovárně je umístěná Pohádková kovárna, pořádající v průběhu roku různé akce pro veřejnost, včetně organizování tzv. živého betléma v době vánočních svátků.[9]

## Galerie

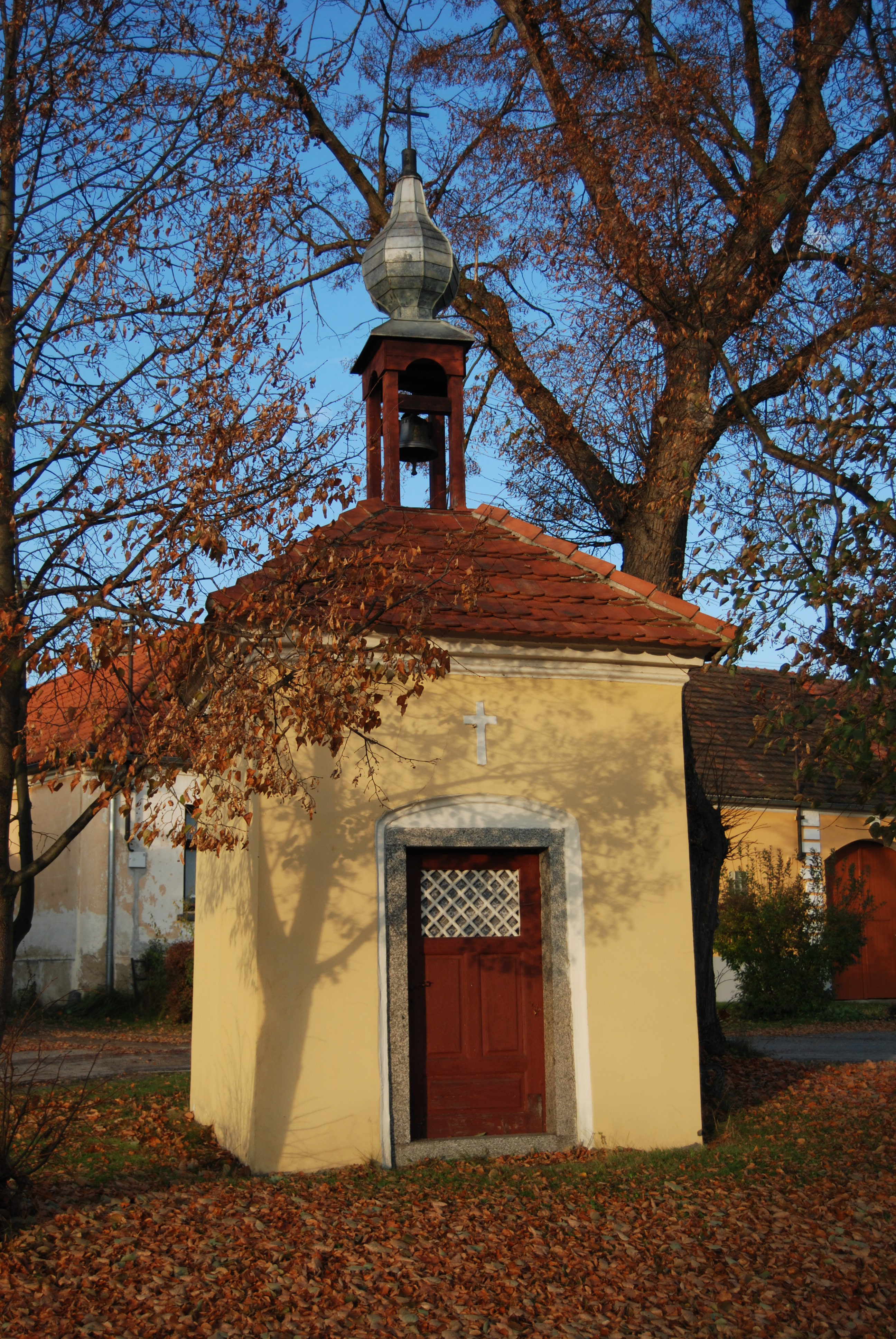
Návesní kaple
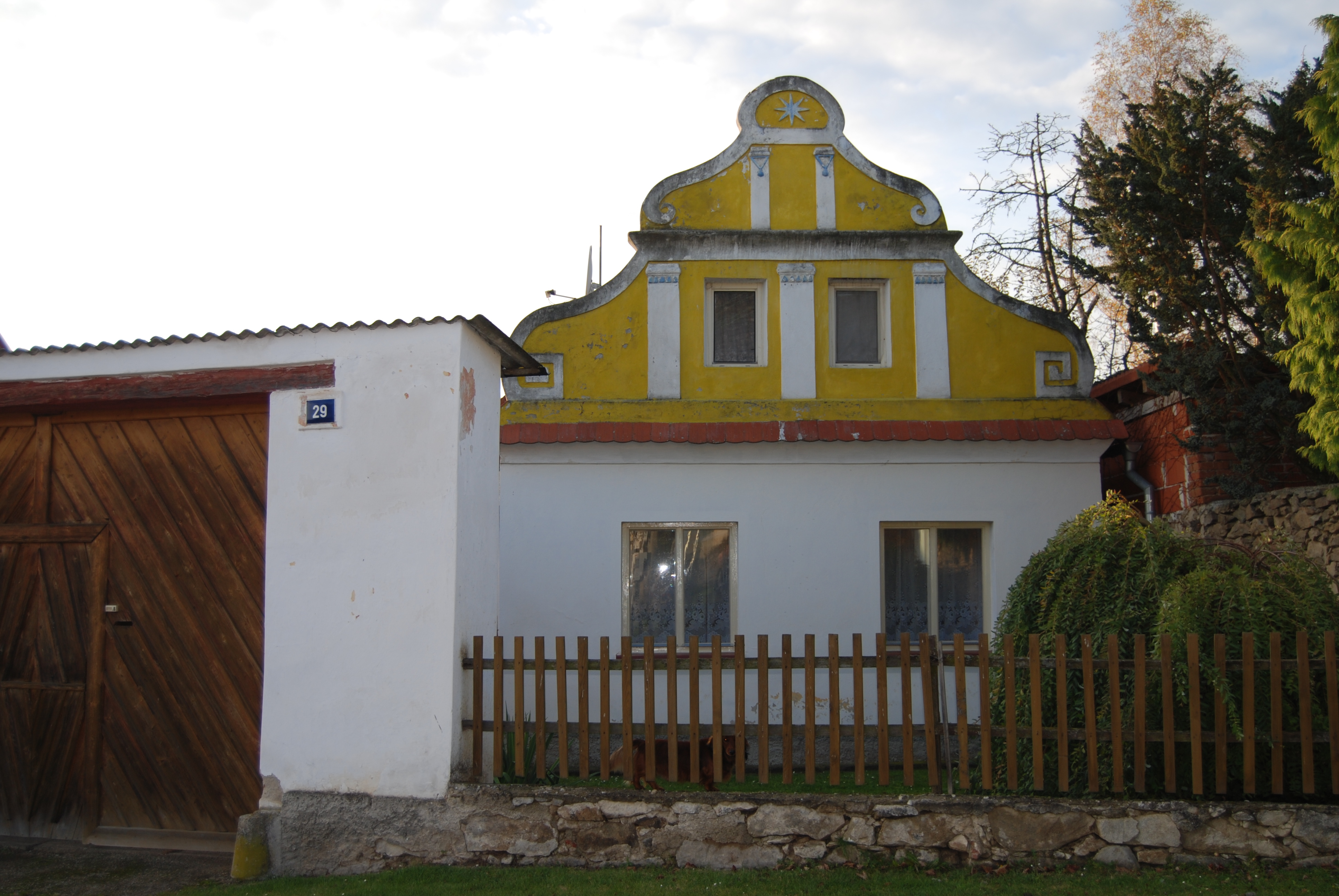
Usedlost čp.29
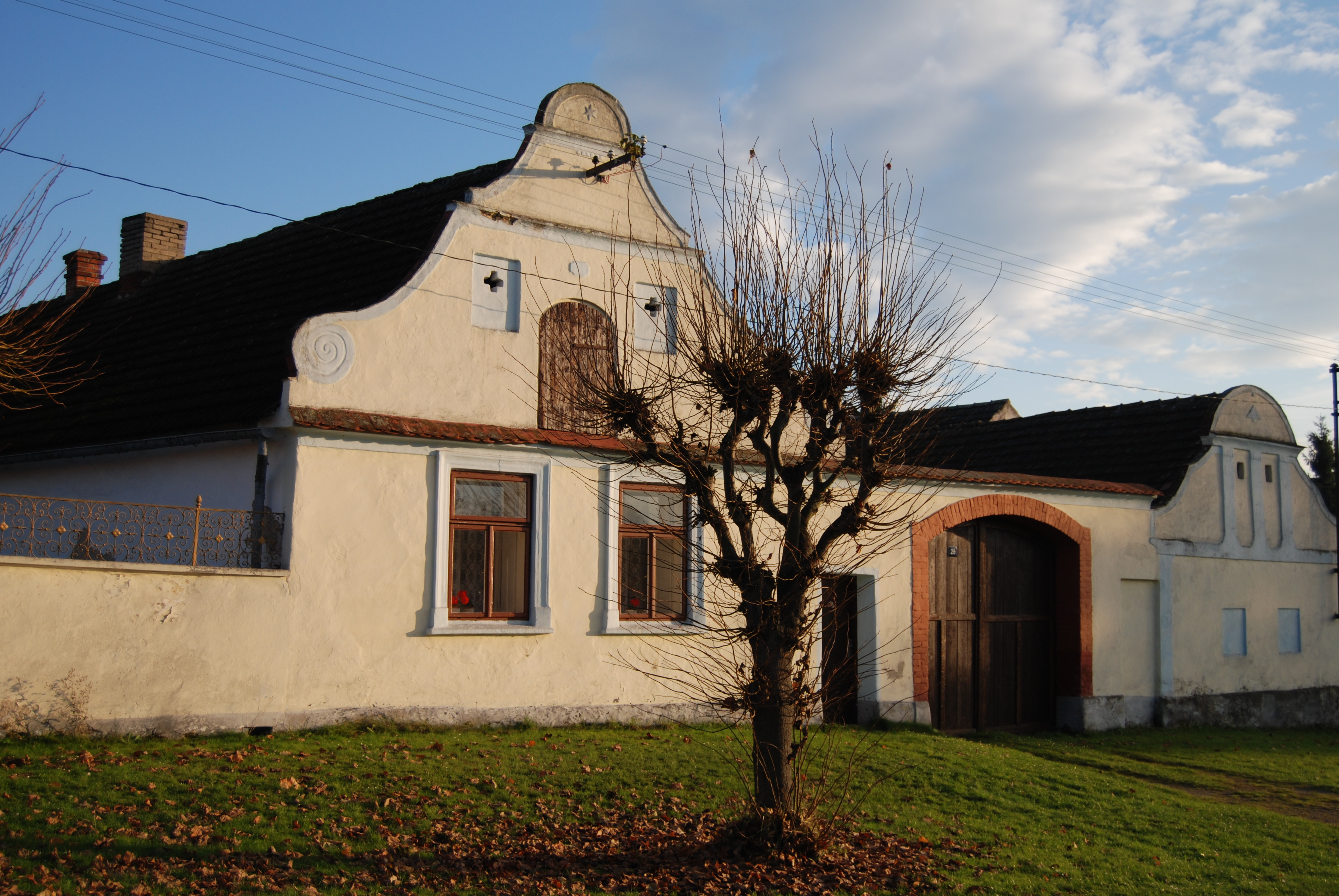
Usedlost čp. 26
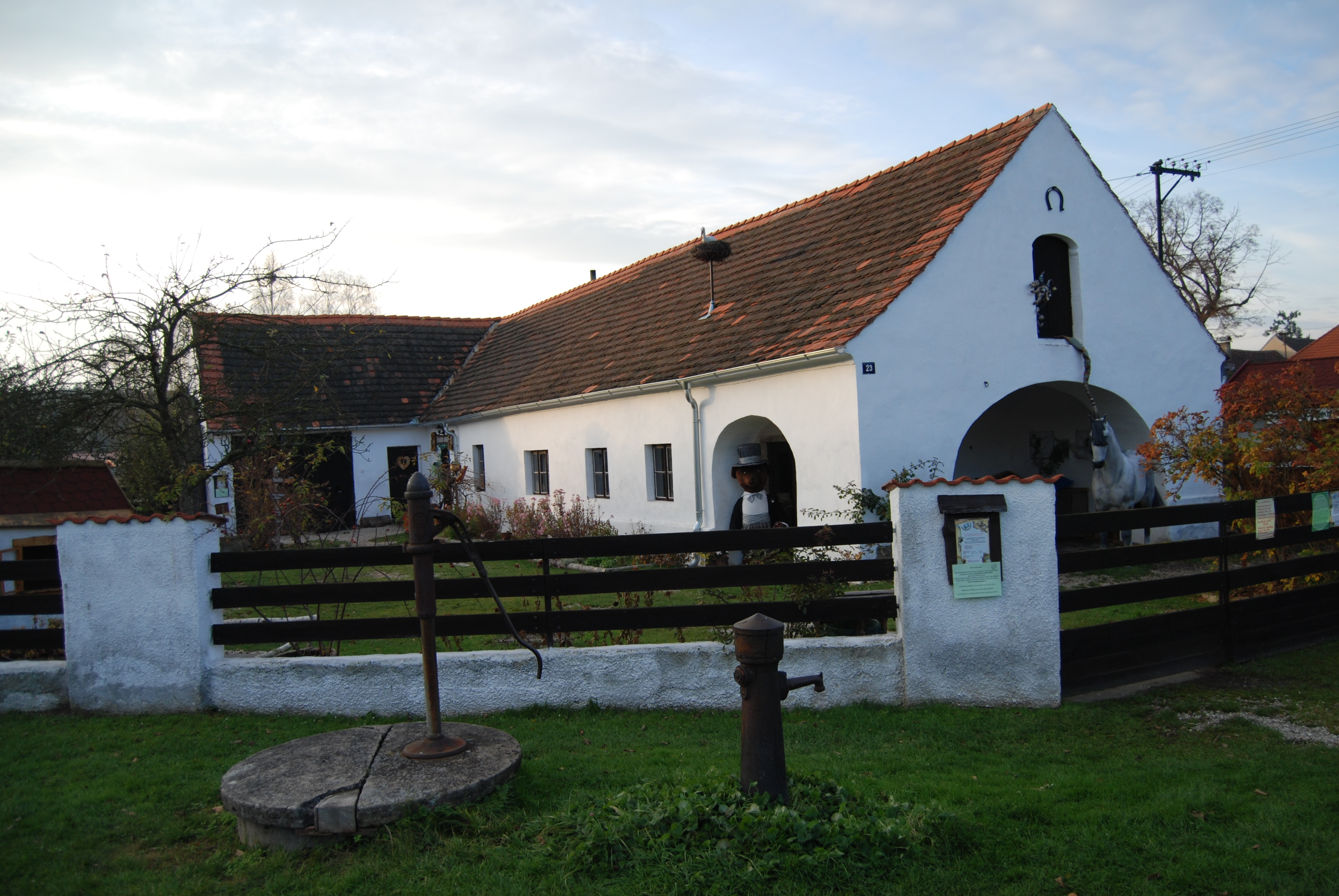
Usedlost čp. 23 (kovárna)